# Péter Adler (Mediziner)
Péter Adler (* 25. Juni 1910 in Makó; † 3. August 1983 in Debrecen) war ein ungarischer Zahnmediziner und Zahnkariesforscher. 

## Leben und Werk
Seine Eltern waren Arthur und Ilona Adler. Von 1920 bis 1928 war Adler Schüler des József Attila Gymnasiums in Makó. Zwischen 1931 und 1936 übte er eine Hilfstätigkeit am Wiener Physiologischen Institut aus, wo er im März 1934 die ärztliche Prüfung ablegte und zum Dr. med. promoviert wurde. Von 1934 bis 1936 absolvierte er eine zahnmedizinische Ausbildung an der Universität Wien, wurde 1936 Zahnarzt und wirkte bis 1939 als Assistent an der Wiener Allgemeinen Poliklinik im Bereich Zahnheilkunde. Nach seiner Rückkehr nach Ungarn (1939) arbeitete er zunächst im Komitatskrankenhaus Makó und dann von 1940 bis 1942 im Krankenhaus in Szentes. Während des Zweiten Weltkriegs wurde er im Herbst 1943 als Zwangsarbeiter zum Arbeitsdienst einberufen. Im März 1945 wurde er Assistenzprofessor an der Stomatologischen Klinik in Debrecen, dann Adjunkt-Professor, klinischer Arzt und schließlich außerordentlicher Professor. 1946 wurde er Privatdozent und Abteilungsleiter, 1953 Professor. Von 1953 bis 1959 war er auch Direktor der Bibliothek. Seit 1969 war er Mitglied der Deutschen Akademie der Naturforscher Leopoldina. Zwischen 1976 und 1980 war er Chefredakteur des Dentist Review. 1979 zog er sich von den operativen Tätigkeiten zurück und hatte seinen Fokus auf die Leitung der Klinik in Debrecen gerichtet.
Verheiratet war er mit der Zahnärztin Claudia Adler-Hradecky, mit der er bis zu ihrem Tod (1978) viele seiner circa 500 Fachpublikationen verfasste. Nach ihrem Tod heiratete er seine Sekretärin Maria Holzinger, mit der er seine letzten Jahre verbrachte.
Schwerpunkte von Adlers Forschungstätigkeit waren die Epidemiologie der Zahnkaries und die Wirkung von Fluoriden zur Vorbeugung dieser Zahnkrankheit. Dabei pflegte er rege Kontakte zu Wolfgang Rosenthal und später Walter Künzel, eine Berufung Adlers nach Leipzig scheiterte aber an politischen Gegebenheiten („zwischenstaatliche Beziehungen“). Bezüglich Kariesprophylaxe vertrat Adler wie Karl Saller die Ansicht, dass ein „Zurück zur Natur“ keine Lösung sein könne. Bei einer von Wolfgang Rosenthal organisierten Tagung der Deutschen Akademie der Wissenschaften zu Berlin am 14. und 15. Mai 1954 erläuterte er: Geeignete Maßnahmen gegen den Kariesbefall „wie die Exurbanisation, die Rückkehr zur 'natürlichen' Lebensweise, insbesondere zur naturnahen Ernährung, die Restriktion des Kohlenhydratanteils der Nahrung, waren für Anwendung auf breiter Basis bedauerlicherweise von vornherein zum Misserfolg verurteilt, da sie der natürlichen fortschreitenden gesellschaftlichen Entwicklung (die mit zunehmender Urbanisation, Industrialisierung der Verköstigung, Anwachsen des Kohlenhydratkonsums als billigste Energiequelle einhergeht) zuwiderliefen.“ Die Fluoridanwendung hat dagegen „die zunehmende Zivilisation und Urbanisation der Gesellschaft zur Voraussetzung und läuft somit mit deren Entwicklungstendenz parallel.“ Sein Einsatz für die Trinkwasserfluoridierung war jedoch nicht von Erfolg gekrönt. Eine beim Wasserwerk in Szolnok installierte Anlage, die über eine Nebenleitung auch eine nahegelegene Sodafabrik mit nicht-fluoridiertem Wasser zu versorgen hatte, musste wiederholt wegen technischer Schwierigkeiten abgestellt werden. Im April 1965 kam es schließlich zum Massenauftreten von Fluoridvergiftungen. Als zu Renovierungsarbeiten das Wasserwerk die Zuleitung zur Sodawasserfabrik abstellen musste, staute sich die hochkonzentrierte Fluoridlösung vor der Leitung auf und gelangte beim Wiederöffnen der Zuleitung in den Arbeitsgang der Sodafabrik. Das so produzierte Sodawasser führte bei 55 Kindern eines Kindergartens und 25 Erwachsenen zu Schwindel und heftigem Erbrechen. Proben des Wassers enthielten zwischen 300 und 900 mg Fluorid je Liter. Die Anlage wurde außer Betrieb genommen. Seit 1966 wurde in Ungarn die Fluoridierung von Kochsalz erwogen, die Einführung bedurfte aber, auch wegen Fragen der Toxizität, langer Diskussionen.

## Publikationen (Auswahl)
- Die Prophylaxe der Zahnkaries. In: Zahnärztliche Rundschau. Nr. 20, 20. Oktober 1949, S. 389.
- Über die Beziehungen zwischen Zahnkaries und Fluoriden. (= Zahnärztliche Fortbildung, Heft 5), Barth, Leipzig 1950.
- mit J. Straub, E. Gödeny: Der abweichende Kariesbefall der Schulbevölkerung in zwei Teilen derselben Gemeinde. In: Deutsche Stomatologie. Band 1, 1951, S. 92.
- mit J. Uri: Zahnärztliche Lokalanästhesie. 1952.
- Kariesschutz durch Fluor. In: Österreichische Zeitschrift für Stomatologie. Band 49, 1952, S. 247.
- Die kollektive und kooperative Kariesprophylaxe mit Fluoriden. In: Zahnärztliche Praxis. Band 3, Nr. 1, 1952, S. 26.
- Die Verläßlichkeit der Befunde über den Kariesbefall bei Massenuntersuchungen. In: Österreichische Zeitschrift für Stomatologie. Band 50, 1953, S. 201.
- Konzerváló fogászat (Záray Ervinnel, Budapest, 1953, 1961, 1968, 1972).
- Die Epidemiologie der Karies in verschiedenen Gebieten Ungarns. In: Deutsche Zahn-, Mund- und Kieferheilkunde. Band 23, 1956, S. 265.
- Die Zahl der überlebenden Zähne. Ein neues Konzept in der zahnärztlichen Epidemiologie. In: Österreichische Zeitschrift für Stomatologie. Band 62, Nr. 10, 1965, S. 396.
- Fluorides and dental Health. In: World Health Organization (WHO): Fluorides and human health. WHO, Genf, 1970, S. 323–356.
- Stomatologia (Budapest, 1970, 1974).
- Cariologia és endodontia (Konzerváló fogászat, Záray Ervinnel és Bánóczy Jolánnal, Budapest, 1978).